# Карницкий, Иван Осипович
Иван Осипович Карницкий (1813 — 1879[…]) — тайный советник, сенатор Варшавских департаментов Правительствующего Сената.
По окончании курса по юридическому факультету в Виленском университете, поступил на службу в правительственную комиссию юстиции в Царстве Польском и вскоре занял в ней место секретаря. Занимая постепенно различные высшие должности по судебному ведомству, он принимал участие в законодательных работах, как член особого законодательного комитета, учрежденного в 1850-х годах в Варшаве. В 1856 году, состоя уже членом Варшавских департаментов Правительствующего Сената, назначен был статс-секретарем совета управления в Царстве Польском, а в 1865 г. председательствующим в IX департаменте Сената и занимал эту должность до упразднения в Варшаве департаментов Сената и введения судебной реформы 1 июля 1876 г.